# Eucereon lutetia
Eucereon lutetia là một loài bướm đêm thuộc phân họ Arctiinae, họ Erebidae.